# Roccagiovine
Roccagiovine (Ròcca in dialetto locale) è un comune italiano di 245 abitanti della città metropolitana di Roma Capitale nel Lazio.

## Geografia fisica

### Territorio
Roccagiovine sorge a 520 metri di altezza sul livello del mare, sulle propaggini orientali dei monti Lucretili, all'interno del parco regionale naturale dei Monti Lucretili.

### Clima
- Classificazione climatica: zona E, 2203 GR/G

## Storia

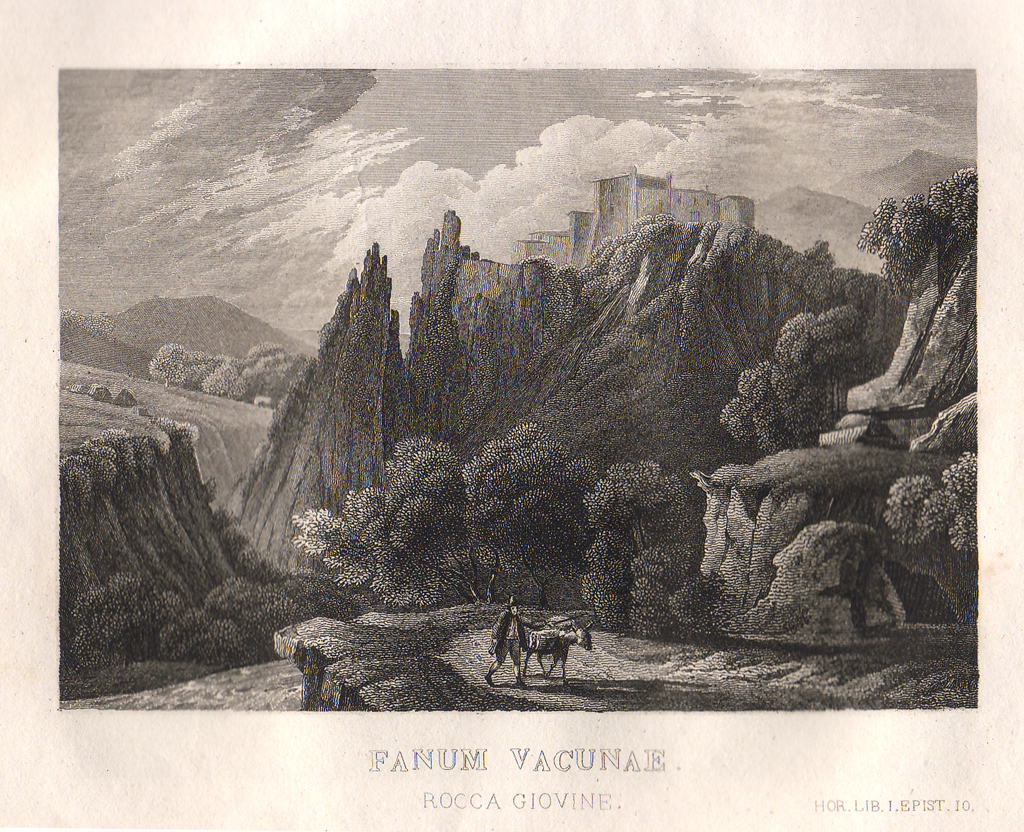
Roccagiovine in un'incisione del 1829

In epoca romana è legato al poeta romano Orazio ed alla dea Vacuna.
Nel 1052 faceva parte del feudo dell'Abbazia di Subiaco.
Nel 1280 fu costruito il castello.
Nel XIV secolo esisteva un feudo unico per Roccagiovine e Licenza di cui i primi signori furono gli Orsini.
Nel 1819 entrando in vigore il nuovo Catasto venne chiesto a Roccagiovine un dazio di 62,50 scudi.
Nel 1821 Francesco Núñez vendette Roccagiovine ai Del Gallo.
Un'iscrizione in latino indica che il castello, tuttora proprietà dei Marchesi del Gallo di Roccagiovine, è stato edificato sui resti di un tempio romano a suo tempo restaurato a sue spese dall'imperatore Vespasiano, come riportato da una lapide inserita nelle mura dello stesso castello.

## Monumenti e luoghi d'interesse

### Architetture religiose
- Il Castello dei del Gallo, marchesi di Roccagiovine.
- La chiesetta dei Flagellanti (con affreschi del '700)
- La fontana della piazza centrale (del 1857, donata dal priore Giuseppe Rufini ed Alessandro del Gallo di Roccagiovine)

### Siti archeologici
- Ninfeo degli Orsini
- I ruderi della villa di Orazio.
- I resti del tempio della dea Vacuna.

### Aree naturali
- Il parco regionale naturale dei Monti Lucretili.

## Società

### Evoluzione demografica
Abitanti censiti

### Etnie e minoranze straniere
Al 31 dicembre 2015 a Roccagiovine risultano residenti 36 cittadini stranieri (13,69%), la nazionalità più rappresentata è:
- Romania: 15 (5,70%)

### Tradizioni e folclore
- Venerdì Santo (marzo - aprile)
- Madonna di Ronci (maggio)
- SS. Trinità (prima domenica dopo Pentecoste)
- Corpus Domini (domenica dopo la SS. Trinità con infiorata)
- Sant'Antonio da Padova (13 giugno)
- Madonna della Neve (ad agosto)
- San Nicola di Bari (festa patronale, 6 dicembre)

## Cultura

### Eventi
- Biennale dei fumetti d'epoca. (Questa è una delle principali biennali sui fumetti d'epoca della provincia di Roma, Roma esclusa).
- Mostra nazionale del coltello d'arte.

## Amministrazione

### Gemellaggi
Dampierre-lès-Conflans

### Altre informazioni amministrative
- Fa parte della Comunità montana dell'Aniene